# Параоксифенилглицин
Параоксифенилглицин (глицин-фото) — органическое соединение, производное 4-аминофенола в котором один из атомов водорода в аминогруппе замещён на радикал гликолевой кислоты. Имеет химическую формулу С6H4(OH)(NH-CH2COOH). Применяется как проявляющее вещество в фотографии.
Глицин-фото иногда называют просто глицин, однако его не следует путать с собственно глицином — аминоуксусной кислотой, не обладающей проявляющими свойствами.
Синонимы: n-оксифенилглицин, N-(4-гидроксифенил)-глицин, n-оксифениламиноуксусная кислота, амфолит, кодурол, мазанол.

## История
Синтезирован и предложен в качестве фотографического проявляющего вещества в 1891 году немецким химиком А. Богишем, работавшем на фабрике Гауффа. В том же году им также был получен и запатентован в этих же целях метол.
Промышленное производство глицина «фото» в СССР было начато в 1960 году и практически прекращено в 1990-е годы.

## Свойства
При комнатной температуре мелкие белые (бесцветные) кристаллы в форме тонких пластинок, напоминающих слюду. Температура плавления 245—247, при плавлении разлагается. Легко растворим в растворах сульфита, в щелочах и кислотах, трудно растворим в воде и спирте.
Процесс хорошего растворения в щелочах обусловлен образованием щелочной соли 4-оксифениламиноуксусной кислоты.
4-Оксифенилглицин относится к фотографическим проявляющим веществам, в составе проявителей показывает хотя и медленное, но сильное проявление, очень стоек к воздушному окислению и почти не образует вуали и пятен. По чувствительности к бромидам составы с ним примерно аналогичны гидрохиноновым проявителям.
Может использоваться в фотографических составах как единственное проявляющее вещество, давая при этом изображение тёплой тональности на некоторых видах фотографических бумаг. Однако обычно применяется в смеси с другими проявляющими веществами. Например, для получения эффективных медленноработающих мелкозернистых проявителей его смешивают с 1,4-фенилендиамином.
Являясь восстановителем, в открытой посуде медленно окисляется кислородом воздуха, поэтому рекомендуется хранить вещество в стеклянной посуде с притёртой пробкой.
С целью замедлить разложение при доступе воздуха, глицин-фото стабилизируют дисульфитом натрия (пиросульфит, метабисульфит). Такая добавка использовалась при фасовке в полиэтиленовые пакетики для розничной продажи.
Характерная реакция: в щелочной среде при добавлении раствора азотнокислого молибдена даёт синее окрашивание.

### Производные
Если заместитель в аминогруппе 4-оксифенилглицина замещается фенильной группой, то проявляющая способность соединения исчезает, однако при наличии амино- и гидроксогрупп в этой входящей фенильной группе, проявляющая способность восстанавливается и такие производные могут даже превзойти исходный 4-оксифенилглицин по активности. Например, к очень активным проявляющим веществам относятся 4-дигидроксидифениламин и 4-аминогидроксидифениламин.
Заменой карбоксильной группы на сульфогруппу было синтезировано производное проявляющее вещество с химической формулой OH-C6H4-NH-CH2-SO3H, получившее название «эврикин» (англ. Eurikine). Оно использовалось в виде натриевой соли, что давало лучшую растворимость, чем у 4-оксифенилглицина.
Еще одним производным, решающим ту же проблему плохой растворимости стал запатентованный в 1913 году в Германии 4-оксифенилметилглицин. Это соединение имело лучшую растворимость, чем 4-оксифенилглицин и позволяло получать сильные концентраты проявителей, выглядевшие как прозрачные растворы. Это проявляющее вещество также работает быстрее глицина-фото, но медленнее чем метол. Влияние температуры на него оказалось примерно таким же, как и на глицин-фото, но бромиды, накапливающиеся в растворе оказывают значительно меньший эффект, что также является плюсом. 4-Оксифенилметилглицин синтезируется способом, аналогичным 4-оксифенилглицину, реакцией монохлоруксусной кислоты, но не с 4-аминофенолом, а с метолом.

Эврикин
4-Оксифенилметилглицин

## Получение
Параоксифенилглицин получают из монохлоруксусной кислоты и 4-аминофенола.
Нормативный документ, использовавшийся в СССР при производстве глицина-фото: ТУ 6-17-1019-78.

## Применение
Основное применение — в фотографии в качестве проявляющего вещества. Проявители на основе глицина дают мало вуали, мелкое «аккуратное» зерно и используются для медленного проявления. Проявляющие свойства глицина сильно зависят от температуры и pH. Чтобы ускорить процесс проявки, в глициновые проявители добавляют щёлочь и повышают температуру раствора.
Проявленное изображение имеет нейтрально-серый тон, хорошую проработку в деталях, глубокие тени имеют насыщенный чёрный («бархатный») цвет.
Готовый проявитель хорошо сохраняется.
Глициновые проявители очень чувствительны к следам тиосульфата натрия (снижает проявляющую способность).
Также применялся при окрашивании газетной бумаги в желтые и оранжевые оттенки.